# Al Ramsay
Pour les articles homonymes, voir Ramsay.
Alistair « Al » Ramsay, né le 26 mars 1924 à Wauchope, en Nouvelle-Galles du Sud, en Australie, est un dirigeant australien de basket-ball.

## Biographie
Al Ramsay est secrétaire de l'association de Nouvelle-Galles du Sud de basket-ball de 1955 à 1964 et de l'Australian Basketball Union de 1963 à 1977. À partir de 1967, il est à l'origine de la fondation de la Confédération d'Océanie de basket-ball, renommée plus tard FIBA Océanie. Il en est le secrétaire général de 1967 à 1997, puis en devient le président entre 1997 et 2002.
Il est nommé membre du FIBA Hall of Fame en 2009.